# Bruno Modugno
Bruno Modugno (Roma, 28 gennaio 1933 – Bracciano, 22 luglio 2020) è stato un giornalista, scrittore, regista e autore italiano.

## Biografia
Esordisce nel giornalismo come volontario in cronaca nel quotidiano Il Globo, durante la direzione di Italo Zingarelli, per poi essere chiamato a collaborare nella critica d'arte come "vice" di Cipriano Efisio Oppo. Dopo otto mesi, entra come praticante nella cronaca de Il Giornale d'Italia, diretto da Santi Savarino: ne esce con la carica di capocronista per andare a ricoprire lo stesso ruolo nel quotidiano Telesera, diretto da Ugo Zatterin. Dopo un anno, diventa inviato per la rivista Le Ore.
Nel 1964 ha cominciato a collaborare con la RAI. Per più di trent'anni è stato autore e conduttore di programmi culturali come Racconti dal vero, Pianeta, Due per sette e La parola e l'immagine. Nel 1975 è coautore con Folco Quilici e Carlo Alberto Pinelli della serie documentaristica L'alba dell'uomo e autore e conduttore di Giorno di festa e di contenitori quotidiani come Arcobaleno, L'estate è un'avventura. È stato coautore con Michele Guardì e conduttore del programma Mattina 2, bisettimanale di Rai 2. Negli anni Sessanta, insieme a Mino D'Amato era conduttore e autore della trasmissione Avventura. 
Ha condotto il TG1 delle 13:30 durante i cosiddetti anni di piombo.
Ha scritto soggetti e sceneggiature per il cinema e la TV, il copione del musical di Gianfranco Reverberi liberamente tratto dalla commedia La Presidentessa, e i testi di numerose canzoni.
Ha diretto 21 telefilm per la RAI, e i film Re di macchia e Cacciatore di ombre, entrambi tratti da suoi romanzi. 

## Opere

### Romanzi
- Re di macchia, Rusconi Editore, 1977
- Cento scalini di buio, Rusconi Editore, 1979
- Cacciatore d'ombre, Vallecchi, 1984
- Ballata saracena, Editoriale Olimpia, 1999
- Il respiro delle cose, Io Scrittore E-Book della Gems, 2011
- Memsaab - Doppio inganno, Self publishing- Amazon, 2011
- Il reggicalze, Innocenti Editore

### Racconti
- Roma by night, VBE, 1958

### Poesie
- Sampietrino di maggio, Edizioni Quaderni di Piazza Navona

### Saggi
- (con Carlo Alberto Pinelli e Folco Quilici) Il Dio sotto la pelle, Minerva Italica, 1976

## Premi
- Premio Bergamo (1976)
- Premio Un libro per l'estate (1977)
- Premio Nino Capodieci-Siracusa (1977)
- Premio Vallombrosa (1979)
- Premio Città di Piombino e Cypraea (1984)

## Filmografia

### Regista e sceneggiatore
- Re di macchia (1995)[2]
- Cacciatore di ombre (1997)[3]

### Attore
- Il... Belpaese, regia di Luciano Salce (1977)[4]